# Whitehorse Mountain (Washington)
Der Whitehorse Mountain ist ein Gipfel nahe der Westkante der North Cascades im US-Bundesstaat Washington. Er liegt gerade südwestlich des Sauk River Valley und der Stadt Darrington, nahe der Nordgrenze der Boulder River Wilderness im Mount Baker-Snoqualmie National Forest. Obwohl nicht von besonderer Höhe (selbst in den North Cascades), ist er doch wegen seiner großen Prominenz bemerkenswert. Seine Nordflanke steigt z. B. um 6.000 ft (1.829 m) über eine Entfernung von nur 1,8 mi (3 km) an.
Der Whitehorse Mountain wurde erstmals 1909 von Nels Bruseth bestiegen. Die Standard-Route zum Gipfel führt über die Nordwest-Schulter und beginnt mit einer schwierigen Wanderung, hat einen guten Anteil an Kletterstrecken im Schnee und gipfelt buchstäblich in einer Kletterpartie der Schwierigkeitsstufe 3 (YDS). Die Route überwindet dabei 6.000 ft (1.829 m) (Höhenmeter) und wird dadurch zu einer anstrengenden Angelegenheit. Andere Routen beinhalten den Whitehorse-Gletscher an der Nordseite des Gipfels, den Ost-Grat oder den Südost-Grat.
Der Berg hieß bei den lokalen Küsten-Salish-Stämmen „So-bahli-ahli“, was im Lushootseed „vornehme Frau aus dem Osten“ bedeutet. Er wurde 1894 vom Postmeister W. C. Hiles in Darrington benannt, welcher bemerkte, dass ein Schneefeld auf dem Berg dem weißen Pferd des Pioniers Fred Olds ähnelte, das die Leute in der Stadt damals suchten.

## Galerie

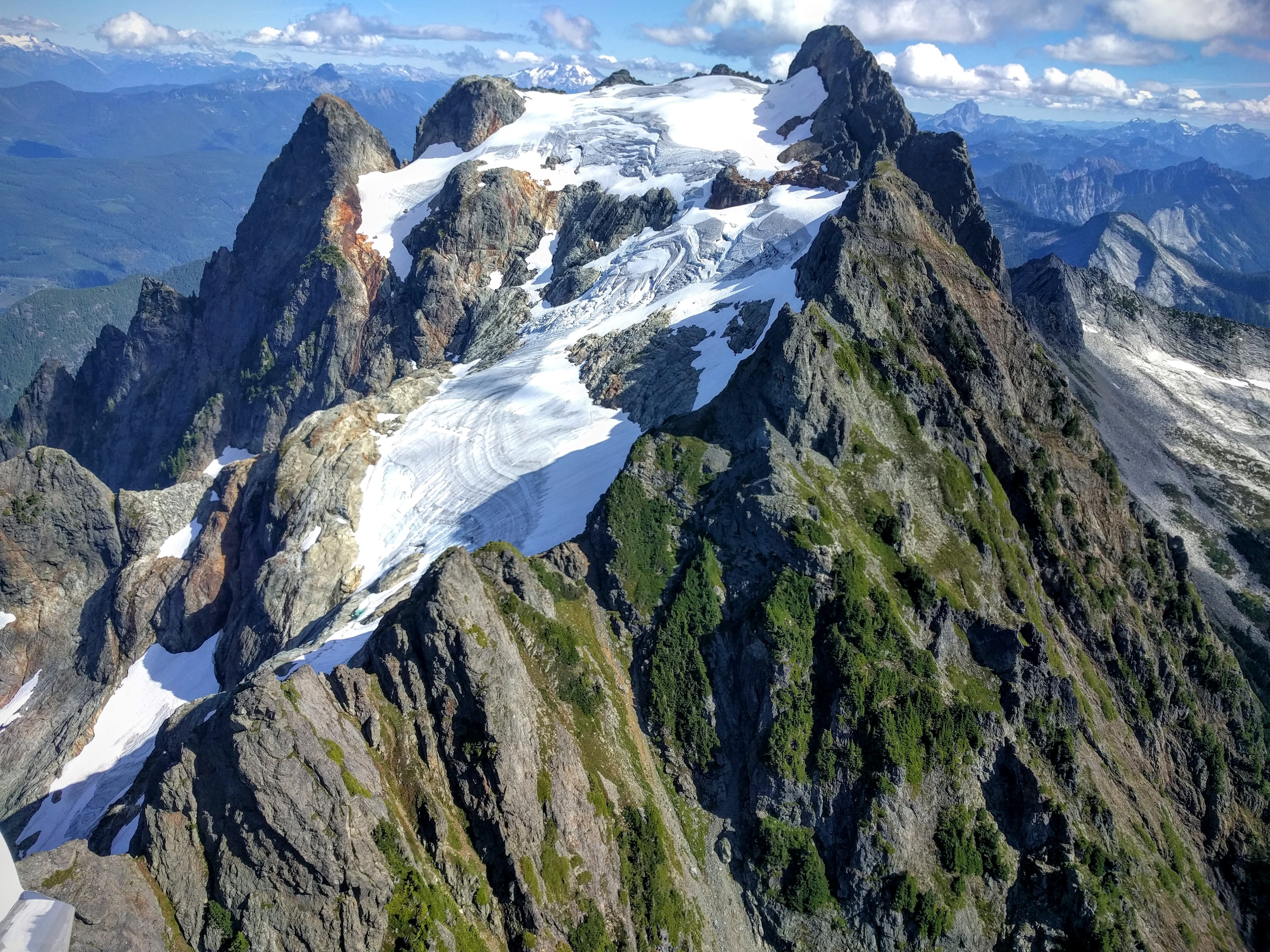
Whitehorse-Gletscher
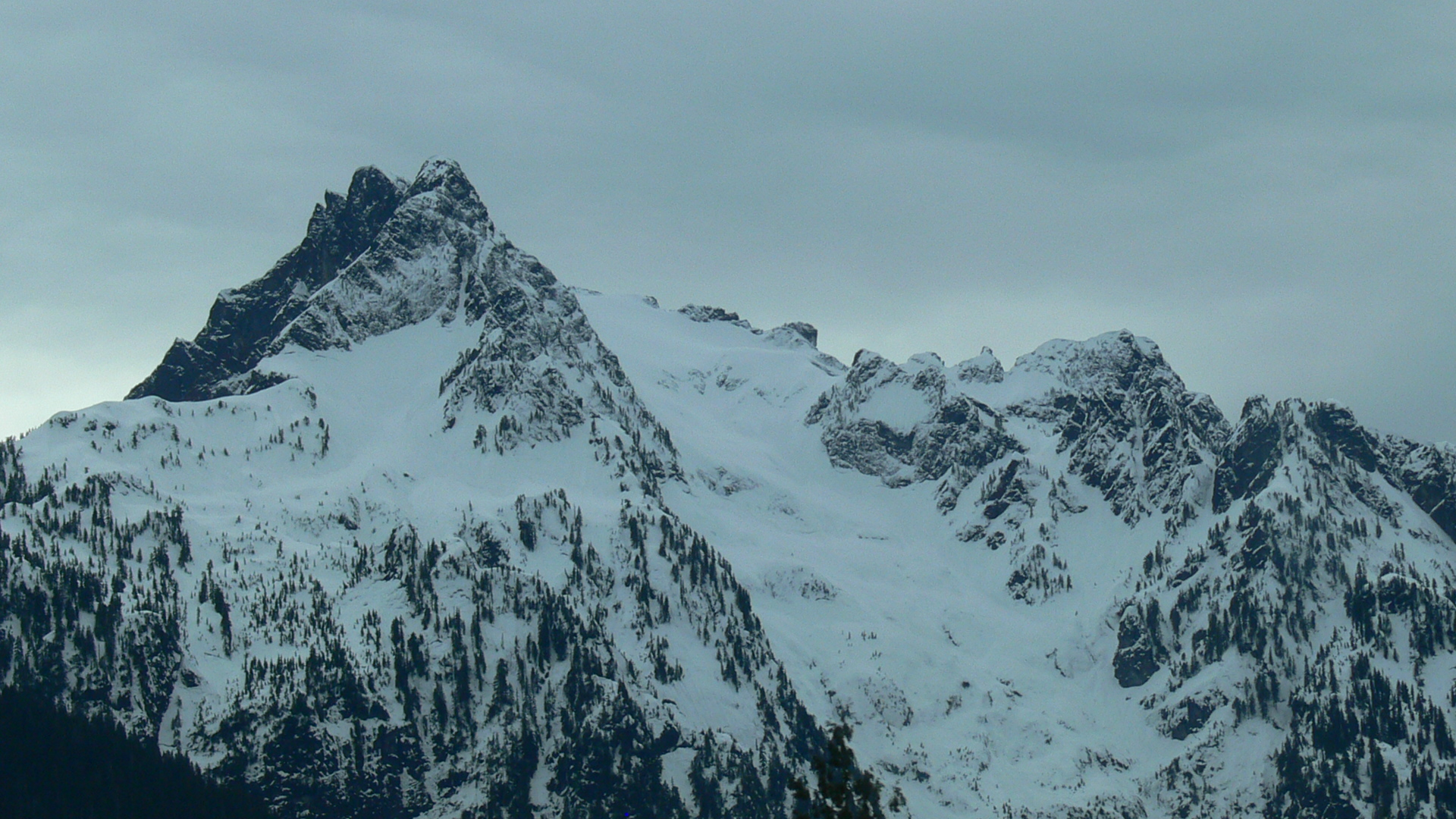
Nordost-Flanke von Darrington aus